# Osteichthyes
- à gauche : un Dipneuste d'Australie et un Cœlacanthe africain (deux sarcoptérygiens)
- à droite : un Panga et un Esturgeon noir d'Amérique (deux actinoptérygiens).

Super-classe
Position phylogénétique
- Gnathostomata
  - Chondrichthyes
  - Teleostomi
    - Acanthodii
    - Osteichthyes
      - Actinopterygii
        - Cladistia
        - Actinopteri

      - Sarcopterygii
        - Actinistia
        - Rhipidistia
          - Dipnoi
          - Tetrapoda

Groupe frère :  Acanthodii ou Chondrichthyes
Les ostéichthyens (Osteichthyes) ou poissons osseux forment une super-classe (selon la classification classique) de poissons caractérisée par un squelette osseux. 
Les ostéichthyens forment un groupe paraphylétique, puisqu'il correspond au groupe monophylétique des Euteleostomi duquel ont été retiré les tétrapodes.

## Étymologie
Le mot Osteichthyes vient du grec ancien ὀστέον / ostéon, « os », et ἰχθύς / ichthús, « poisson ». Littéralement : « poisson osseux ».

## Caractéristiques
Vertébrés poïkilothermes, les Osteichthyes sont en général gonochoriques (certains Aulopiformes peuvent être hermaphrodites et capables d'auto-reproduction). Ils se caractérisent par un endosquelette osseux et un épiderme en écailles osseuses. Leurs os endochondral et lépidotriches sont sur leurs nageoires. Ils possèdent des mâchoires composées d'os gingivaux : dentaire, prémaxillaire et maxillaire. Les dents sont fermement implantées sur les os gingivaux.
Leurs fentes branchiales sont recouvertes par un opercule et des arcs branchiaux articulés sur une même pièce osseuse.
Ils sont dotés d'une vessie gazeuse (ou vessie natatoire) qui modifie la densité de leurs corps. Elle leur permet de naviguer plus facilement dans les hauteurs d'eau.
Chez la plupart des poissons osseux, la fonction pancréatique (synthèse et libération d’insuline en fonction de la glycémie) est assurée par des corps de Brockmann, structures anatomiques formées de cellules exocrines.

## Systématique

### Liste des classes
Super-classe Osteichthyes
- classe Actinopterygii (poissons à nageoires rayonnées)
  - sous-classe Chondrostei (Esturgeons..)
  - sous-classe Neopterygii
    - infra-classe Teleostei (la grande majorité des poissons)
- classe Sarcopterygii (vertébrés à membres charnus)
  - sous-classe Coelacanthimorpha (Cœlacanthe)
  - sous-classe Dipnoi (Dipneustes)

Les Ostéichthyens contiennent la classe des Actinoptérygiens, qui regroupe l'immense majorité des espèces de poissons. Elle contient en particulier la grande majorité des poissons ayant un intérêt économique pour l'homme (pêche, aquaculture, aquariophilie), mais pas les raies et requins. En classification phylogénétique la classe inclut les tétrapodes, et donc notamment les mammifères.

### Phylogénie

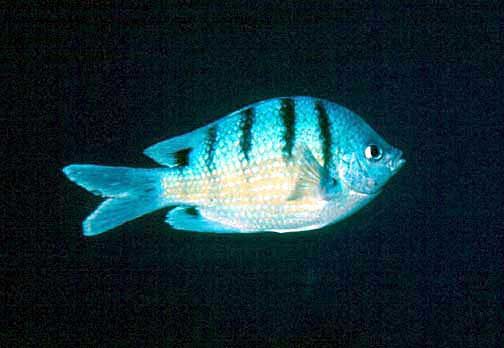
Abudefduf abdominalis.

Par rapport au groupe parent, l'innovation la plus notable est l'ossification avec la présence de deux types d'os d'origines différentes :
- l'os enchondral qui remplace au cours du développement les pièces cartilagineuses du squelette interne.
- l'os dermique qui donne les os de la boîte crânienne et les ceintures scapulaires.

On observe aussi la présence de sacs aériens connectés au tube digestif qui donneront les poumons des vertébrés terrestres et les vessies natatoires des Actinoptérygiens. Ces sacs aériens sont soupçonnés chez certains gnathostomes fossiles. Les tentatives d'émancipation du milieu aquatique seraient alors apparues dans ce clade.

## Place des poissons osseux
- Photo-guide taxinomique du monde animal

## Sources
- « Les Règnes de la matière vivante »